# Микуць, Ханна
Ханна Микуць (пол. Hanna Mikuć) — польская актриса театра, кино и телевидения, также актриса озвучивания.

## Биография
Ханна Микуць родилась 8 августа 1955 года в Лодзи. Дебютировала в театре в 1974 году. Актёрское образование получила в Киношколе в Лодзи, которую окончила в 1978 году. Актриса театров в Варшаве. Выступает в спектаклях «театра телевидения» с 1972 года.

## Избранная фильмография

#### актриса
- 1973 — Майор Хубаль / Hubal — связная
- 1976 — Честь ребёнка / Honor dziecka — Крыся Боратинская
- 1978 — Все и никто / Wszyscy i nikt — чёрноволосая
- 1978 — Ярославна, королева Франции (СССР) — Янка
- 1978 — Кошмары / Zmory — Бальбина
- 1982 — Скучная история / Nieciekawa historia — Катажина
- 1982 — Пансион пани Латтер / Pensja pani Latter — Мадзя Бжеская, классная дама
- 1983 — Привидение / Widziadło — Паулина
- 1984 — Секс-миссия / Seksmisja — Линда, охранница мужчин
- 1984 — Женщина в шляпе / Kobieta w kapeluszu — Эва
- 1984 — Писака / Pismak — любовница Сикстуса
- 1985 — Исповедь сына века / Spowiedź dziecięcia wieku — Бригида Пирсон
- 2001 — Не в деньгах счастье / Pieniądze to nie wszystko — пани Янинка

#### польский дубляж
- Я, Клавдий / I, Claudius